# Christen Aagaard
Christen Lauritsen Aagaard (* 27. Januar 1616 in Viborg, (Jütland); † 5. Februar 1664 in Ribe) war ein dänischer Dichter.

## Leben
Die Brüder Christen und Niels waren Söhne des in Viborg tätigen Predigers Laurids Jensen Aagaard († 1628) und der Maren Andersdatter Schytte († nach 1657). Von 1635 bis 1639 studierte Christen Aagaard in Kopenhagen. 1639 wurde er Kaplan des Doms zu Viborg, 1641 einer der Leiter der Sorø Akademi und 1647 außerordentlicher Professor der Poetik an der Kopenhagener Universität. 1651 wechselte er in die Stellung eines Rektors zu Ribe. 1658  wurde er schließlich Lektor der Theologie sowie Prediger zu Vester-Vedsted. Am 28. August 1653 hatte er in Ribe die Pfarrerstochter Mette Sørensdatter Vedel (* 1633; † 1698) geheiratet.
Von Aagaards durch stilistische Reinheit und Eleganz ausgezeichneten lateinischen Gedichten ist besonders Threni hyperborei (1648), ein Gedicht auf den Tod des dänischen Königs Christian IV., hervorzuheben. Er erwies auch Christians Nachfolger Friedrich III. eine poetische Huldigung. Sein dichterischer Nachlass wurde in Frederik Rostgaards Deliciae quorundam poetarum Danorum (1. Band, Leyden 1693, S. 349–562) mit einer von seinem Sohn Søren Christensen Aagaard dazugefügten Skizze seiner Vita (ebd., S. 341–347) veröffentlicht.

## Werke
- Laurus cimbrica, poema heroicum de Victoria Christiani IV adversum classem Sueco-Batavam die 16 maj 1664 (Kopenhagen 1644).
- Threni hyperborei in exequias Christiani IV (Kopenhagen 1648).
- De Homagio Frederici III, Daniae et Norvegiae regis (Kopenhagen 1660).